# Medal "Gloria Caritas"
Medal "Gloria Caritas Ordynariatu Polowego" – polskie odznaczenie kościelne Ordynariatu Polowego WP, przyznawane za szczególny wkład w niesieniu pomocy innym osobom, które znacząco przyczyniły się do realizacji celów i zadań Caritas Ordynariatu Polowego WP. 
Rewers medalu przedstawia św. Marcina oraz fragment Mt 25,40 „Wszystko, co uczyniliście jednemu z tych braci moich mniejszych, mnieście uczynili” i w doskonały sposób streszcza przesłanie przykazania miłości „caritas”.
Medal ustanowił 24 października 2019 ówczesny biskup polowy WP Józef Guzdek.